# Mirna Teresa Suazo Martínez
Mirna Teresa Suazo Martínez fue una lideresa comunitaria defensora del territorio garífuna, en Honduras. Como presidenta del Patronato de la Comunidad de Masca, en Omoa, destacó por su oposición a dos grandes proyectos hidroeléctricos. Fue asesinada el 8 de septiembre de 2019.

## El conflicto por el territorio garífuna
El asesinato de Mirna Teresa se enmarcó en una ola de asesinatos de lideresas comunitarias que se oponen a la ocupación de su territorio por diferentes proyectos:
Plantas hidroeléctricas: todo el territorio de Honduras experimenta una elevada presión por la construcción de estas instalaciones. En septiembre de 2009, tres meses después del golpe de Estado que derrocó al presidente Manuel Zelaya, se aprobó la Ley General de Aguas Decreto 181-2009, que en su artículo 68 abrió la puerta a la privatización de los recursos hídricos del país. La Ley establece concesiones de hasta 30 años para la explotación de recursos hídricos para generación eléctrica, grandes explotaciones agrícolas y abastecimiento industrial. La Comunidad de Masca cuyo Patronato presidía Mirna Teresa ha rechazado la construcción de dos plantas hidroeléctricas en el río Cuyamel para las que no se ha realizado consulta previa, libre e informada con la comunidad, según la Organización Fraternal Negra de Honduras (Ofraneh). Se da la circunstancia de que estas plantas están apoyadas por la ONU a través de sus Mecanismos de Desarrollo Limpio (MDL) del Fondo de Carbono de Naciones Unidas. Ello supone una contradicción ya que es la propia ONU quien reconoce los derechos de los pueblos indígenas
“Ciudades modelo”: la comunidad de Masca se encuentra en una de las zonas denominadas ZEDE (Zonas de Empleo y Desarrollo Económico) promovidas por el Gobierno desde 2011 para fomentar la implantación de empresas extranjeras y grandes industrias estableciendo un régimen jurídico independiente del resto del Estado. Inicialmente conocidas como zonas RED (Regiones Especiales de Desarrollo), fueron declaradas inconstitucionales por la Corte Suprema de Justicia en 2012. Posteriormente, el Gobierno presentó una reforma legislativa que fue aprobada por el Parlamento en enero de 2013 modificando la Constitución y dando vía libre a las ZEDE. La reforma incluía la modificación de la organización territorial del país para incluir estas regiones de nueva creación, así como la creación de tribunales especiales y una administración de justicia paralela para estas áreas.
El origen de este proyecto surgió de las idea de ciudades modelo del economista Paul Romer, Economista Jefe y Vicepresidente del Banco Mundial entre 2016 y 2018 y Premio Nobel de Economía en 2018. En 2009 presentó su teoría en una charla de TED que acabaría llegando hasta Porfirio Lobo, quien sería presidente de Honduras unos meses más tarde tras el golpe de Estado contra Manuel Zelaya.
La información pública sobre los planes de ejecución de las ciudades modelo es muy escasa, y se han visto envuelta en una gran polémica. Según OFRANEH, incluso el promotor intelectual del proyecto, Paul Romer, se desvinculó de él en 2013 por las connotaciones autoritarias que adquirió. Se asemejarían así a otros experimentos distópicos de inversores ultraderechistas libertarios estadounidenses en la zona, que pretenden crear islas al margen de cualquier estado y forma de gobierno democrática. Una de estas islas se inauguró en 2020. El proyecto se denomina Próspera y se encuentra en la isla de Roatán. Próspera cuenta con sus propios impuestos, tribunales y legislación laboral (semana de 6 días/48 horas), pese a situarse en territorio nacional hondureño.

## El asesinato
Mirna Teresa fue asesinada el 8 de septiembre de 2019 en Masca, atacada por dos hombres armados que entraron en su restaurante y sin mediar palabra dispararon contra ella, según el informe policial. Esa misma semana se produjeron otros tres asesinatos de mujeres garifunas en similares circunstancias en la región.